# عادل هزازي
عادل هزازي (مواليد 1 يوليو 1999) هو لاعب كرة قدم سعودي يلعب حالياً في نادي المطوع.

## مسيرة اللاعب
بدأ مع نادي الاعتماد و انتقل إلى الفئات السنية في نادي الفيصلي في صيف 2018  و أعير إلى نادي الدرعية في صيف 2020. و عاد بعدها إلى نادي الاعتماد و لعب بعدها مع نادي المطوع.